# 白井璃绪
白井璃绪（日语：／ Shirai Rio，1999年9月10日—），日本女子游泳运动员，2018年亚洲运动会女子4×100米自由泳接力金牌得主和女子4×200米自由泳接力银牌得主、2022年亚洲运动会女子4×100米自由泳接力银牌得主。